# Helicigona lapicida
Helicigona lapicida е вид охлюв от семейство Helicidae. Видът не е застрашен от изчезване.

## Разпространение и местообитание
Разпространен е в Австрия, Андора, Белгия, Великобритания, Германия, Дания, Испания, Италия, Латвия, Лихтенщайн, Люксембург, Нидерландия, Норвегия, Полша, Португалия, Русия (Калининград), Словения, Финландия, Франция, Чехия, Швейцария и Швеция.
Регионално е изчезнал в Ирландия.
Обитава скалисти райони, гористи местности, склонове и каньони.

## Описание
Популацията на вида е стабилна.